# Krappenfels (Wingen)
Der Krappenfels ist ein Sandsteinfelsen mit mutmaßlicher Burgstelle unterhalb der Ruine Löwenstein bei Wingen im Département Bas-Rhin.

## Lage
Der Felsen befindet sich etwa 500 Meter südöstlich des Südgipfels, auf der französischen Seite des Schlossbergs mit der Hohenburg. Der Berg befindet sich unmittelbar an der deutsch-französischen Grenze in der Gebirgslandschaft Wasgau, deren französischer Teil dort als Nordvogesen bezeichnet wird. Vom Südgipfel verläuft ein Gebirgsgrat über den Löwenstein zum Felsen.

## Geschichte
Es fehlen jegliche historische Belege, daher kann nur vermutet werden, dass es sich um eine Nebenbefestigung der Burg Löwenstein gehandelt haben könnte, die schon frühzeitig wieder aufgegeben wurde. Der heutige Name ist neuzeitlich. Ähnliche „Nebenburgen“ finden sich auch bei den nahe gelegenen Burgen Wegelnburg und Fleckenstein.

## Anlage
Die Reste der Burg finden sich auf einer zweiteiligen Felsformation, wobei nur der nördliche Felsen Bearbeitungsspuren aufweist. Zu erkennen sind Abarbeitungen des Felsrandes sowie mehrere Pfostenlöcher, die darauf hindeuten, dass lediglich Holzbauten bestanden hatten.

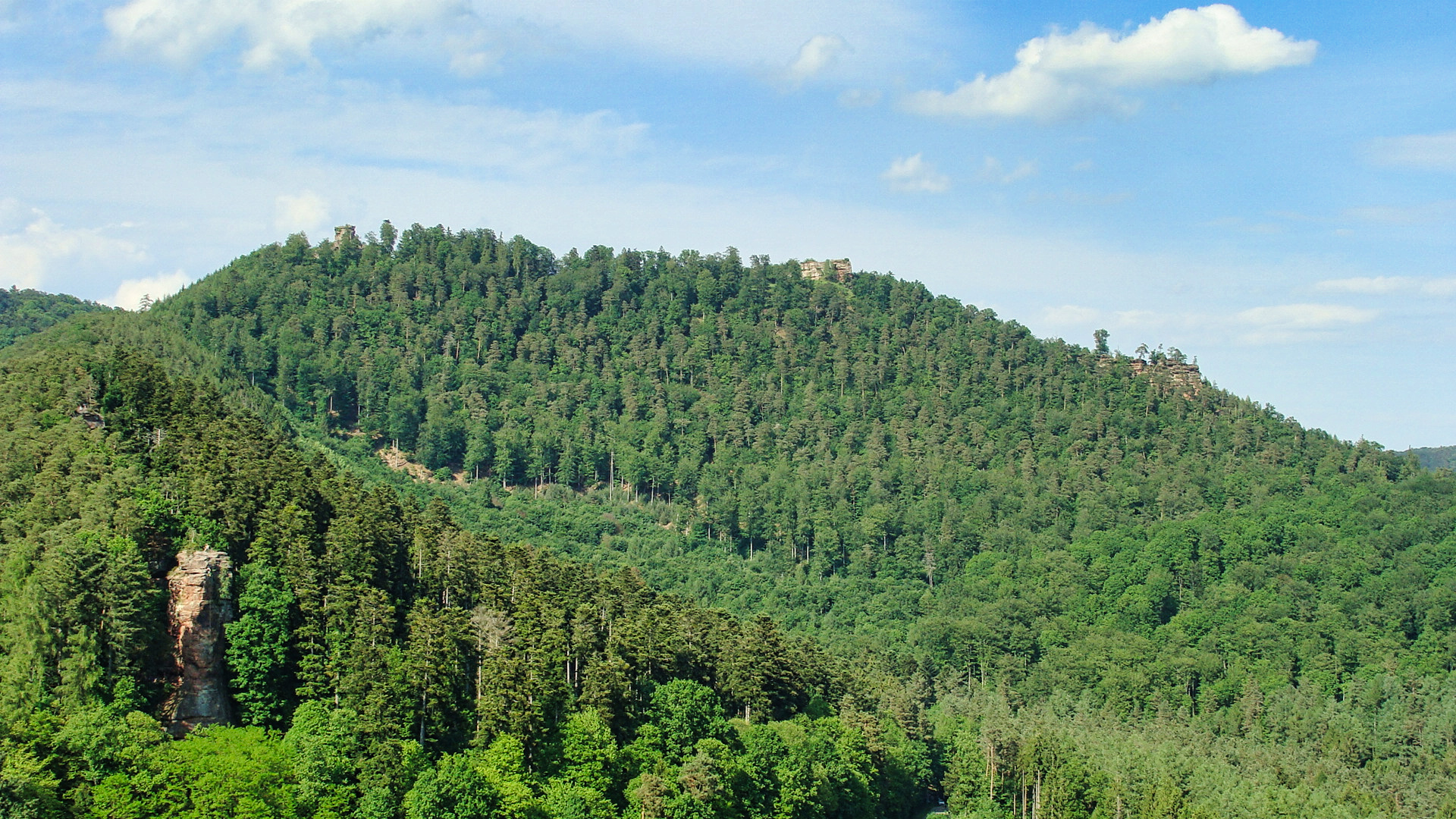
Südlicher Schlossberg, rechts der Krappenfels, links davon die Ruinen Löwenstein und Hohenburg, links im Vordergrund der Langenfels, ein Vorwerk des Fleckenstein
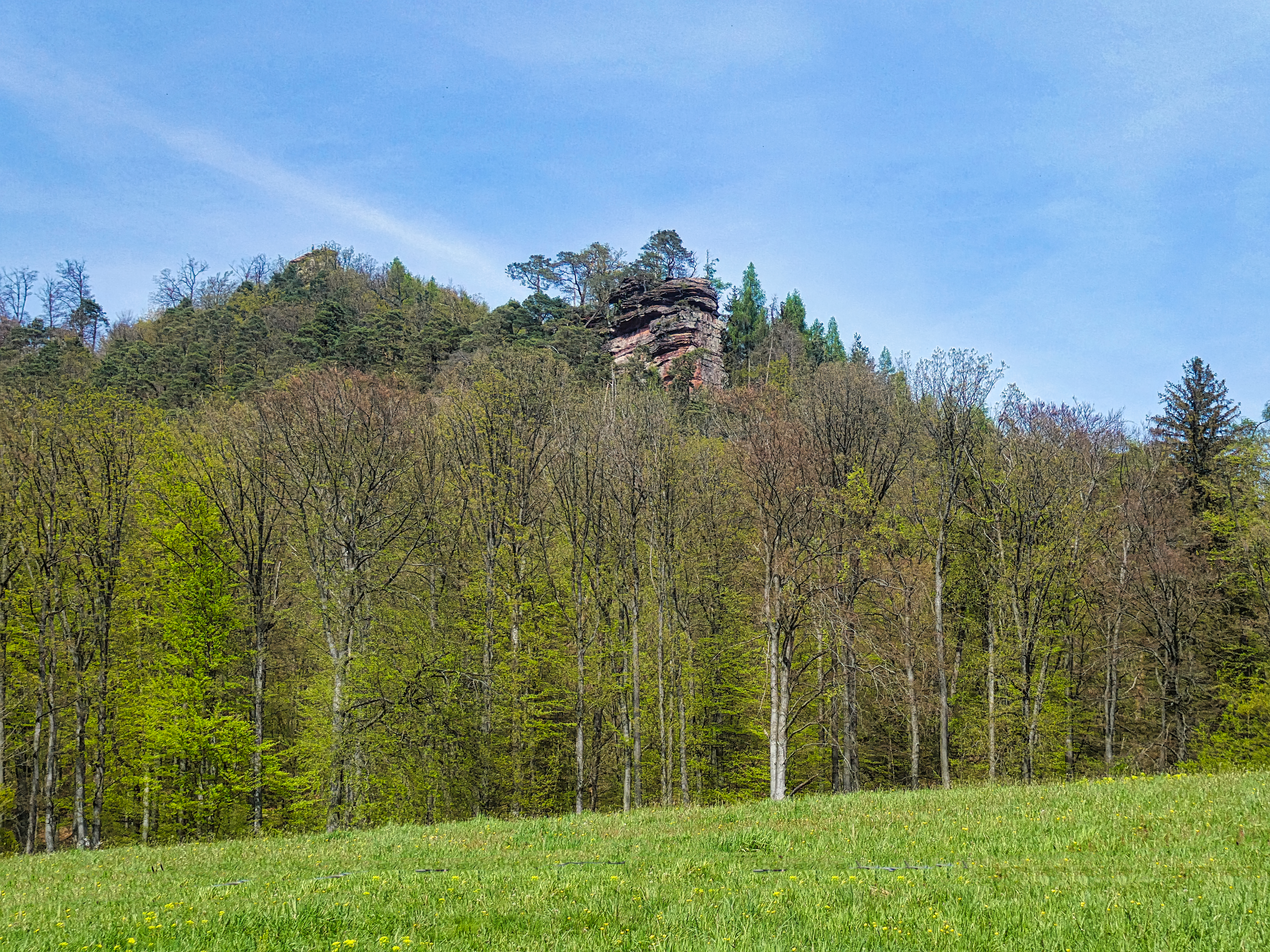
Krappenfels vom Gimpelhof gesehen